# 2016年及2017年香港政治制度改革

2015年特區政府宣傳海報

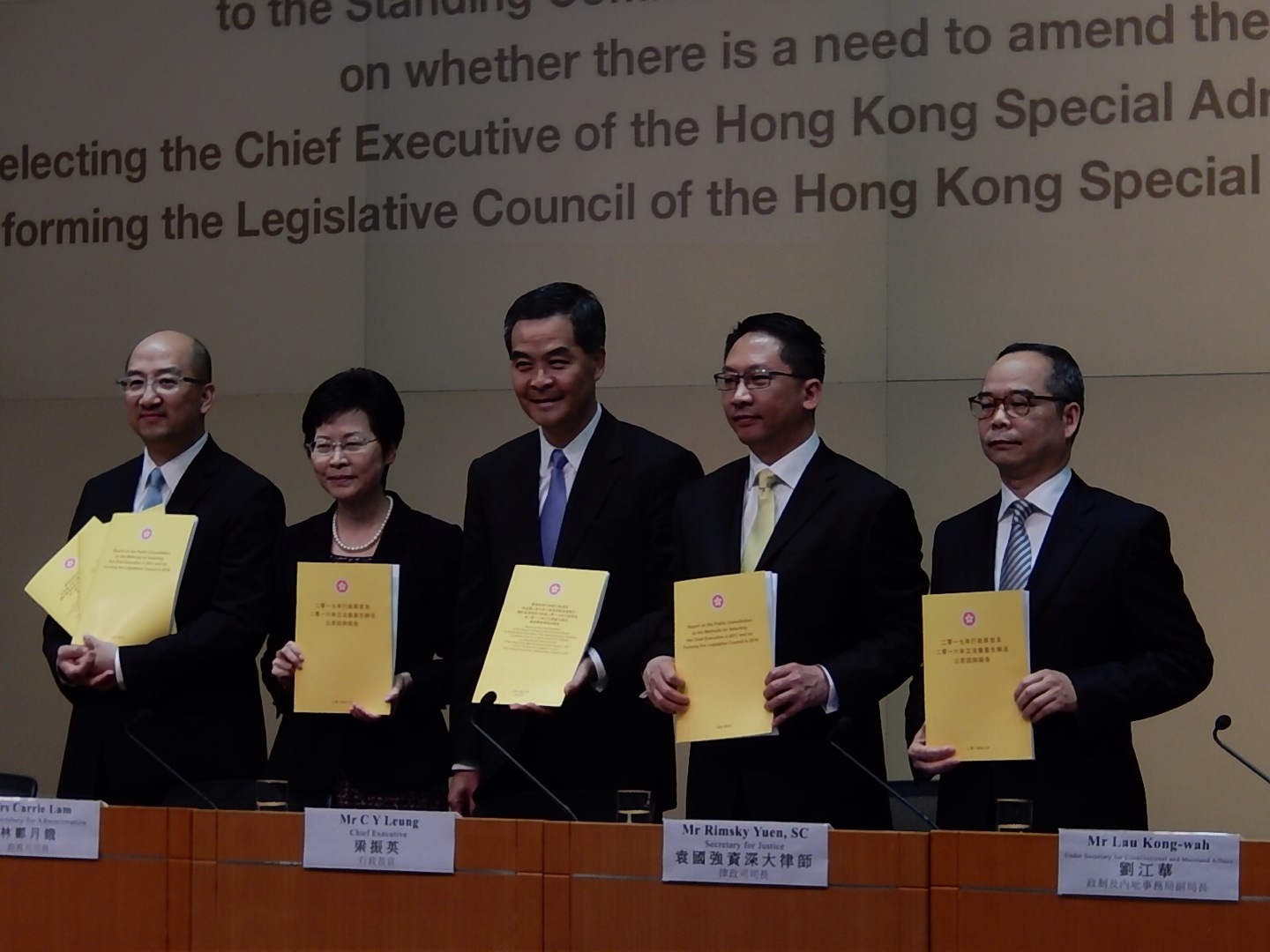
2014年7月15日，行政長官梁振英宣布向全國人大常委會提出政改報告，正式啟動政改五步曲的第一步。

2016年及2017年香港政治制度改革是项针对2016年香港立法會選舉及2017年香港行政長官選舉的产生方法的改革。
2014年8月31日，全國人民代表大會常務委員會通過《全國人民代表大會常務委員會關於香港特別行政區行政長官普選問題和2016年立法會產生辦法的決定》（通稱「831決定」或「831框架」），當中涉及「三落閘」，即提名委員會的人數、構成和委員產生辦法須按照第四任行政長官選舉委員會的人數（1,200人）、構成和委員產生辦法而規定、不實行公民提名及政黨提名，行政長官參選人須獲得過半數提名委員會委員支持才能成為候選人，候選人數目限在2至3位，以及2016年香港立法會選舉不實行變動。這實質上推翻了於2007年12月29日，十屆全國人大常委會第31次會議通過了的《全国人民代表大会常务委员会关于香港特别行政区2012年行政长官和立法会产生办法及有关普选问题的决定》。「831決定」是之後雨傘運動的直接導火線。香港立法會於2015年6月18日表決《行政長官產生辦法決議案》，大批建制派議員在表決前突然離開會議廳，以致議案以8票支持、28票反對大比數否決。

## 發展過程

### 背景
根據《中華人民共和國香港特别行政區基本法》，在1997年香港主權移交后，香港的選舉制度應循序漸進向普選方向改革。香港特區政府曾相繼提出過2007年及2008年香港政治制度改革以及2012年香港政治制度改革提議，其中後者落實了一部分改革措施，但尚未達到普選的目標。2007年12月29日，十屆全國人大常委會第31次會議通過了《全國人民代表大會常務委員會關於香港特別行政區2012年行政長官和立法會產生辦法及有關普選問題的決定 （页面存档备份，存于）》，宣布2017年香港特別行政區第五任行政長官的選舉可以實行由普選產生的辦法；在行政長官由普選產生以後，香港特別行政區立法會的選舉可以實行全部議員由普選產生的辦法。
中央政府、香港特區政府和香港泛民主派及民間組織都提出在2016年立法會選舉、2017年行政長官選舉時落實普選的目標，但各方對這兩次選舉的具體機制具有不同意見。

### 前期酝酿
在特區政府正式展開諮詢前，民間已有多個團體以拋出不同方案以促進討論，以下是泛民主派組成的團體：
- 佔領中環運動：2013年，香港大學法律系副教授戴耀廷提出以商討日、電子公投、公民抗命（即佔領中環）等形式，爭取2017年特首普選，並得到一個有公民授權的方案。
- 真普選聯盟：於2013年3月成立，成員有政黨和學者，包括人民力量、社民連、工黨、公民黨、民主黨、教協、香港社會工作者總工會、民協、街工、公共專業聯盟、新民主同盟及民主動力，學者方面有城大政治系講座教授鄭宇碩和中大政政系副教授馬嶽。真普聯提出了三個公民提名的真普選方案供討論。
- 學民思潮：在2012年成了反國教焦點的學生團體學民思潮，在反國教運動後，轉為聚焦在政改方案上。2013年9月，就特首普選的提名機制，學民思潮在提出一份聯署，邀請泛民政黨簽署，要求以「公民提名」為必要條件之一，但部分泛民政黨對他們的聲明有所保留。目前已于2016年3月20日解散。
- 香港2020：由前政務司司長陳方安生領導的「香港2020」成立於2013年4月，聲言會在年內提出建議方案。
- 保衞香港自由聯盟：2013年組成，發言人為韓連山，召集人為何芝君。

### 中央政府立場

#### 喬曉陽論普選行政長官條件
2013年3月27日，香港中聯辦發稿，引述全国人民代表大会常务委员会法制工作委员会主任委員喬曉陽與建制派議員會面時部分談話，提出三點普選特首條件：
- 第一，中央政府落實2017年普選的立場是堅定不移的，是一貫的，絕無拖延之意；
- 第二，行政長官人選必須是「愛國愛港」人士的立場是堅定不移的，與中央對抗的人不能當特首是一條底線，這樣講不是為了從法律規定上排除誰，篩選誰，而是為了讓將來的提名委員會委員和香港市民心中有桿秤，有個衡量的標準，自覺不提名這樣的人，不選這樣的人；
- 第三，普選必須符合基本法和全國人大常委會決定的立場是堅定不移的。基本法和全國人大常委會有關決定對普選行政長官的規定是明白清楚的，已經解決了由誰提名、提名委員會如何組成和選舉權普及平等問題，需要共識的主要是提名的民主程序問題。不要把簡單問題複雜化，更不能離開基本法另搞一套。

#### 一立場三符合
2014年3月6日，中共中央政治局常委、全國人大常委會委員長、中央港澳工作協調小組組長張德江，出席港區全国人大代表小組會議，提及普選問題，張德江指出，普選行政長官關係到香港長期繁榮穩定，國家主權、安全和發展利益。中央對香港的政改，持「一個立場、三個符合」，即堅定不移支持香港循序漸進，發展民主的立場不變，普選特首要符合本港實際情況、基本法及人大常委會規定，行政長官要符合「愛國愛港」標準，有代表引述張德江說，普選不能照抄西方一套，否則水土不服，可能有災難後果。

## 諮詢期
2013年10月17日，行政長官梁振英宣布成立政改諮詢專責小組（俗稱政改三人組），由政務司司長林鄭月娥、律政司司長袁國強和政制及內地事務局局長譚志源三人組成，就政改諮詢作好準備。
香港政府於2013年12月4日正式宣布就2016年立法會選舉和2017年行政長官產生辦法展開諮詢，為期五個月。
12月14日，政制及內地事務局局長譚志源形容，2017年特首選舉的提名委員會組成，是政改諮詢的重中之重。譚志源重申，首輪政改諮詢希望集思廣益，認為社會暫毋須對2017年特首選舉的提名委員會組成及提名程序過早下定論。期望在為期5個月的諮詢期內，各界能求同存異，最終能得出共識方案。他還指，政府的角色是居中協調，希望各界在法律基礎上找到融合點，而由於中央有特首任命權，特區政府亦要照顧中央的立場和顧慮。

### 重點議題
2017年行政長官產生辦法的重點議題如下，詳情請參見特區政府諮詢文件 摘要部分（页面存档备份，存于）
1. 提名委員會的人數和組成
2. 提名委員會的選民基礎
3. 提名委員會的產生辦法
4. 提名行政長官候選人的程序
5. 普選行政長官的投票安排
6. 任命行政長官的程序與本地立法的銜接

2016年立法會產生辦法的重點議題如下：
1. 立法會的議席數目和組成
2. 功能界別的組成及選民基礎
3. 分區直選的選區數目和每個選區的議席數目

#### 陳弘毅方案
2013年11月29日，基本法委員會委員兼香港大學法律學院教授陳弘毅在明報撰文，表示考慮過李飛提出的基本原則後，提出特首普選方案，建議擴大提名委員會的選民基礎，提委會的機構提名程序應設有兩個關卡：參選人先要取得一定分額的委員個人提名，最後由委員一人一票選出最多5名人選，方能正式「入閘」成為候選人；再以公民黨立法會議員湯家驊建議的「排序複選制」由全民選出特首人選，最後由中央決定是否任命。
陳弘毅表示，他是以個人身分提出方案。他在文章指，方案是綜合不同社會人士方案而成，事前未有向中聯辦推銷，但強調新方案是符合《基本法》和有民主成分。
陳弘毅方案如下：

1. 提名委員會組成：參考現有選舉委員會的「四大界別」組成，但擴大其選民基礎，如「公司票」、「工會票」改為公司董事及工會所有會員投票；令委員會選民人數由現時20萬增至60多萬人以上，另外，他建議民選區議員也自動成為提名委員會成員。
2. 機構提名：分兩階段，第一階段提名委員會成員個人聯合推薦，如獲提委會八分一成員聯合推薦，便可成為「參選人」；如「參選人」多於五人，則有第二階段提名，由委員會成員以一人一票方式就「參選人」名單進行投票，最高票5人可晉身「候選人」，才算真正入閘。
3. 全民投票：在全民投票的普選階段，參考（湯家驊提出的）「排序複選制」，即每位選民可選擇投票給一個候選人，還是投票支持超過一個候選人並表示其優先次序。
4. 中央任命：普選結束後，中央政府根據《基本法》第45條行使其對香港特別行政區行政長官的實質任命權。中央可預先公布其行使實質任命權的準則或考慮因素，在普選結束後，如中央認為在普選中勝出的候選人不符合有關標準，可不予任命，並任命獲第二高支持度的候選人。

#### 真普選聯盟「三軌制」提名方案
2013年12月8日，工黨在周年黨員大會後，提出以「三軌制」提名特首候選人，加入政黨及公民提名特首候選人，分區直選總得票達5%的政黨或聯合政黨有權提名，公民提名門檻就訂於3萬人，提名委員會的功能只在確認提名。行政長官選舉上傾向採取兩輪選舉制。工黨要求在2016年取消立法會分組點票制度，並且透過一次過立法，在2016和2020年分兩階段達致普選立法會。
2013年12月8日，民主黨及工黨分別提出普選方案，並同樣建議2017年普選特首「提名三軌制」，即市民只要循公民、政黨或提名委員會任何一個中，取得足夠有效提名便可入閘，同時容許特首有政黨背景，但工黨建議的公民提名的門檻只訂於3萬人，較民主黨方案少一半。《蘋果日報》消息指，真普選聯盟主流黨派也支持三軌制，方案極有可能成真普聯主流意見。
2014年1月8日，真普選聯盟（真普聯）公布2017年行政長官選舉方案，提出2017年行政長官選舉三軌提名方案，參選人可透過三種方法取得提名參選，方案除了基本法第45條規定的提名委員會外，亦包括公民聯署提名和政黨提名。召集人鄭宇碩強調，這是「全面完整方案」，重申取走公民提名、政黨提名、提名委員會任何一者，都不是真普聯方案。
真普聯「三軌制」方案如下：

1. 公民提名：參選人獲得1%登記選民具名聯署提名
2. 政黨提名：於最近一次立法會選舉中，獲得直選部分全香港總有效票數5%或以上的政黨或政治團體，單獨或聯合提名一名參選人
3. 提名委員會提名：由官方提名委員會成員直接提名參選人

提名需經提名委員會確認，真普聯認為提委會難以不確認得到公民支持的人「入閘」，又反駁建制派認為，會削弱提委會的質疑。方案沒有為候選人數上限，真普聯建議採用兩輪決選法，若首輪投票，未有人取得過半數選票，就進行第二輪投票，高票者當選。
三軌制提名是否缺一不可，民主黨及人民力量意見嚴重分歧。真普聯召集人鄭宇碩承認，由於在討論過程中，有成員對「缺一不可」的講法感到不舒服，所以真普選聯盟決定不採用「缺一不可」字眼，以便有足夠論述空間。鄭宇碩表示，目前所有成員在政府公布政改方案前，都全力推動真普聯的唯一方案。
1月11日，行政會議召集人林煥光表示，期望政改三人組可仔細研究。行會成員張志剛出席電台節目時，認為三軌提名方案仍然有妥協空間。

#### 香港2020方案
2014年3月20日，前政務司司長陳方安生擔任召集人的組織「香港2020」提出政改方案，建議改革提名委員會，但沒有提出「公民提名」。
陳方安生表示，方案原則是給予市民真正的選擇，不設不合理限制，不排斥不同政見人士。
香港2020方案如下：

2017年普選行政長官方案，
1. 提名委員會組成：增加至1400人，工商、專業、勞工及社會服務三大界別人數不變，分別佔300人，但廢除公司及團體票，由個人票取代。最大改動是第四界別，增加至500人，除了立法會議員、人大、政協外，亦引入317位分區提名委員，按每區的居民人數，分派18區，由選民直選選出，
2. 提名方法：只要取得十分一委員，即140人提名，便可以成為行政長官候選人。而每名候選人最多由350人提名，以免壟斷，每名委員只可提名一人。

2016年的立法會產生辦法，建議直選增加至40席，功能組別減至30席，取消公司和團體票，以個人票取代，認為這是中途措施，令功能組別能更具代表性和問責性，為2020年全面廢除功能組別鋪路。另外又建議將超級區議會議席，轉為地區直選，選區由5個增加至8個。

陳方安生指出，方案未有提及「公民提名」，是為了達成共識，各方要有妥協的準備。她說，「政黨提名」及「公民提名」完全符合《基本法》第45條所規定民主程序，他們的看法是沒有改變，而現時提出的政改方案，目的是希望收窄目前社會嚴重分歧，建立共識。雖然他們提出的提名委員會組成建議，不是十全十美，但他們仍然推介這個方案予港人，作為踏出邁向2017年真普選特首重要一步。

#### 18學者公民推薦方案
2014年4月2日，來自6間大學和大專院校共18名學者，包括前立法局主席黃宏發、港大法律學院首席講師張達明、港大社會工作及社會行政學系副教授羅致光、教院亞洲及政策研究學系助理教授方志恒等，共同發表特首普選建議方案，方案建議提委會參照目前選舉委員會四大界別，但將公司及團體票改為個人票，另外又建議引入「公民推薦」為法定程序。
18學者聯署方案如下：

提名委員會的組成
- 人數參照現時選委會1,200人
- 第一至三界別取消公司或團體票，改為個人票

提名方法
- 有意參選者，於正式進入提名程序前，取得最少約7萬名（全港選民的2%）、最多約10萬名選民（全港選民的3%）推薦
- 獲公民推薦後，仍要獲最少八分一提委會委員提名、即150人提名、方可成正式候選人
- 有意參選者亦可直接爭取最少八分之一提委會委員提名成為候選人
- 每名提委只能提名一人

投票方式
- 採取兩輪投票制，首輪投票中取得逾五成選票者當選，若首輪投票未有人取得逾五成選票，則最高票的兩人進入次輪投票，次輪投票中取得逾五成選票者當選

### 特區政府立場
2014年3月3日，政務司司長林鄭月娥署名文章《讓普選行政長官討論回歸〈基本法〉》中，擔心如各方繼續堅持己見，不願回歸到《基本法》的法律基礎，又不願接受政治現實需要的話，2017年普選行政長官這個目標，恐怕只會變成「鏡中花、水中月」。她認為，提名委員會的組成，倘若參照目前已具有廣泛代表性的選舉委員會四個界別的組成框架，在法律上及政治上都有較高機會過關。她又表示，《基本法》第四十五條明確規定提名權屬於提名委員會。任何繞過或削弱提名委員會實質提名權的建議，在法律上都難以過關。她表示，與其虛耗時間和精力在一些難以達到共識的建議方案上，倒不如務實地在《基本法》的基礎上討論。她說按目前情況來看，要成功落實普選行政長官前景的確不容樂觀。她懇請社會各界，展開更多有建設性的討論，特別是就提名委員會的組成和提名程序、選舉辦法等具體議題作更全面、更深入的討論，尋找符合《基本法》和最切合香港實際情況的普選方案。
2014年1月29日，律政司司長袁國強於本地多份報章刊登的署名文章「公民提名與政黨提名」，指「公民提名」或違基本法︰基本法第四十五條清楚指出，唯一擁有實質提名權的機構只有提名委員會。任何建議偏離法律基礎，都有可能違反基本法，等同違憲。2月23日強調自己早前撰文是提供不同觀點予社會人士參考，讓各界人士討論政改可更全面和理性。他又指特區政府會堅持法律觀點，即基本法及人大有關決定，並會在諮詢期完結後表達清晰的立場。
2014年3月3日，政制及內地事務局局長譚志源出席一個政改座談會時表示，提名權只屬於提名委員會，公民提名、政黨提名等其他提名方法都「名不正言不順」。譚志源舉例，區議會選舉過程中，參選人能找支持的人簽支持同意書，若說未來市民能參照此方式，簽名表態支持某一名候選人，一併交由提委會考慮，增加市民參與程度，則可以考慮，只要不影響提委會作為唯一提名機構，不妨礙提委會行使唯一實質的提名權的話，他相信有空間再討論。

### 政改三人組宣傳
行政長官梁振英上任初期偏重處理民生事務，不積極處理政改議題，其中他在首份《施政報告》中對政改諮詢着墨不多，劉慧卿就此提出質問時僅獲「我們還有時間」的超簡短回覆，令劉慧卿當場驚訝「O咀」。2013年12月4日，政務司司長林鄭月娥宣布展開提出具體方案前的公眾諮詢，為期5個月，並會與律政司司長袁國強及政制及內地事務局局長譚志源合組「政改三人組」處理政改事宜。
有網民指出，諮詢文件英文名稱為「Methods for Selecting the Chief Executive In 2017」，當中使用「selecting（揀選）」而非「electing（選出）」，質疑反映2017年選特首的「欽點」性質不容改變，而其實「selecting」一字為跟隨基本法英文原文。
政改首輪諮詢以「有商有量，實現普選」為主題，三位官員以林鄭月娥為首，網頁、海報、宣傳片等均見三人蹤影，他們亦有落區宣傳，同時諮詢設Facebook專頁收集意見，不少人均指宣傳有如林鄭月娥的「選舉工程」。同時，政府在YouTube上載宣傳片時卻一度關閉評論功能，遭網民抨擊態度虛偽，當局及後重啟評論功能，容許網友發表意見。
2014年3月下旬，基本法委員會委員、北京大學法學院教授饒戈平在政改論壇上否定公民提名或推薦提名特首候選人，林鄭月娥會後聲言講者發言有「一錘定音」的效果。

## 首輪諮詢後事件

### 「全民」公投與七一遊行
特區政府首輪諮詢後，佔領中環就三個含有「公民提名」元素的方案在2014年6月下旬發起6.22公投「全民」投票，有近80萬（/750萬）人參與，成為「佔中派」及「公民提名派」的一次有力的民意授權，港府亦由公投開始前不斷出言施壓，到之後態度明顯軟化。2014年七一遊行亦以爭取真普選及公民提名為主題，之後更有學界代表發起「預演佔中」，在遮打道道宵和平靜坐留守，警方提早清場並拘捕共511人。相關事件引起社會對普選受佔中實際操作的新一輪討論，亦有不少外國媒體跟進報道。

### 首輪諮詢報告
2014年7月15日，政府公布首輪諮詢的報告，並同時啟動政改首部曲，向中央提交報告。報告稱特首人選要「愛國愛港」、提名委員會應參照選委會四大界別比例組成、提委會產生辦法沿用現時選委會產生辦法等為「主流意見」；泛民的提議則被政府形容為「一些意見」、「不少市民」等來引述。

### 「831決定」
2014年8月31日，全國人民代表大會常務委員會通過《全國人民代表大會常務委員會關於香港特別行政區行政長官普選問題和2016年立法會產生辦法的決定》（所謂「831決定」或「831框架」），當中指出「提名委員會的人數、構成和委員產生辦法須按照第四任行政長官選舉委員會的人數、構成和委員產生辦法而規定」。即需要經過特首選舉委員會指定人選，然後方可進行特首普選，有關政策被批評，進行「假普選」。「8·31決定」是之後雨傘運動的直接導火線。

## 特區政府宣傳
- 2013年12月4日，政務司司長林鄭月娥宣布展開提出具體方案前的首輪公眾諮詢，為期5個月，並會與律政司司長袁國強及政制及內地事務局局長譚志源合組「政改三人組」處理政改事宜。第1階段以「有商有量，實現普選」為主題，三位官員以林鄭月娥為首，網頁、海報、宣傳片等均見三人蹤影，他們亦有落區宣傳，同時諮詢設Facebook專頁收集意見，不少人均指宣傳有如林鄭月娥的「選舉工程」。同時，政府在YouTube上載宣傳片時卻一度關閉評論功能，遭網民抨擊態度虛偽，當局及後重啟評論功能，容許網友發表意見。[17]
- 2014年8月，政府推出新一輯政改宣傳片「有票 真係唔要？」，片段一開始剪輯了七一遊行、示威者與警方對峙、反國教包圍政總等場面，其後宣傳片以黑底白字的大字及旁白問「想變？2017有得普選！有票 真係唔要？」宣傳片一出，不少網民炮轟政府無恥，有人指短片令人不安，截至2021年2月中，片段負評數目已超過3,600。[18]
- 2015年4月22日，在審議政改方案決議前，特區政府發表了《行政長官普選辦法公眾諮詢報告及方案》，使用「2017，一定要得！」（英語：2017: Make It Happen!）作為宣傳口號。[19]

## 香港社會意見

### 2015年

#### 支持
2015年5月9日，「保普選反暴力大聯盟」一連九日，在全港多區設合共400個街站收集市民簽名，不過有簽名市民直言是「老闆叫我簽」、有股壇名嘴公開表態支持。大聯盟代表周融強調不會篤數，表示對港人有信心。而廣東社團總會動員超過500名長者，在添馬公園舉行「海陸空撐政改啟動禮」，出動直升機在維港上空盤旋，再派出遊艇、旅遊巴接載來自各同鄉會的長者往各區街站派傳單、收集簽名，呼籲全體立法會議員「順應主流民意」支持政改。，發言人周融聲稱至5月16日晚有96萬人簽名，相信最終人數破百萬；對於有關拍到義工簽名造數有造假之嫌，他反駁不排除照片偽造。

#### 反對
2015年5月9日，11個反對就人大8.31方案「袋住先」的專業人士團體，包括法政匯思、杏林覺醒、護士政改關注組等，在港鐵沙田站發起首次宣傳。泛民議員在5月17日則帶同寫有意大利文、法文及西班牙文的易拉架及宣傳單張，到中環碼頭開設街站，向非華語市民宣傳真普選。與此同時，民主黨則獲房屋署批准，在全港各公屋範圍，派發和在信箱投寄近60萬張反對袋住先的單張。
2015年6月14日，民間人權陣線聯同多個民間團體和泛民政黨舉行「全民拒絕假普選」遊行，但參與人數遠遜早前預算的5萬人。主辦單位指有3500人參加；警方指高峰時有3140人參加。參加遊行的市民當中，未見太多年輕人身影，主辦單位之一「全民拒絕假普選」成員葉錦龍承認人數較預期有落差，反映市民有信心民主派會否決政改。

### 建制選委拒承諾撐高民望者 符合界別利益為首要考慮
2015年5月，多名選舉委員會選委接受報章訪問時，就未允承諾在2017年提名民望最高的參選者「出閘」成為特首候選人，均指「民意」不應是考慮誰出閘的唯一因素，選委關注民望最高的參選人會否損害界別利益，要重視發展經濟、與中國發展扣連等重要元素，亦有人關注參選者操守，強調特首要「愛國愛港」。

### 劉兆佳指普選特首結果 僅供中央參考
全國港澳研究會副會長劉兆佳出席港大一個新書發表活動時致辭，強調本港政制發展的主導權在中央，港人與港府都不能自行規定民主化的「速度和幅度」，同時要考慮國家利益，直言本港的選舉制度固然要體現公平、公正和公開原則，但「選舉結果必須帶有相當確定性同埋可預測性」，以確保由「愛國愛港」人士執政，避免一國兩制無法實施或走上歪路。他又認為，《基本法》內規限港府和政黨，不能透過在選舉中勝出而大幅改變本港現狀，強調「唔係有咗選舉授權或者民眾授權就可以為所欲為」，坦言泛民不接受《基本法》政治體制、不尊重中央權力，現階段和可見將來都不會有執政機會。

### 中央回应
5月31日，包括部分民主派議員在內的54名香港立法會議員往深圳與京官會晤，中央在政改上寸步不讓。全國人大常委會副秘書長、基本法委員會主任李飛表明這已是最佳的普選制度，人大常委會8．31決定沒有時效，對以後各屆特首普選都有效，未實施的決定不可能改，又明確表示「白票守尾門」不可行。他提醒泛民，政改方案是測試立法會議員支持還是反對「一國兩制」和《基本法》的「試金石」。

### 王光亞反駁「袋住先」等於「袋一世」的說法
6月17日，立法會審議政改方案決議案前夕，港澳辦主任王光亞接受《文匯報》及《大公報》訪問，反駁泛民主派指政府提交的政改方案「袋住先」（暫時接受，日後優化）等於「袋一世」（一輩子接受）的說法，指是歪曲和誤導的說法，並且說「中央官員從來沒有人這麼說過」。他說法律制度不會一成不變，但香港特首普選制度將來是否需要、何時、怎樣修改，要看香港社會的發展情况，包括社會共識形成及現行制度接受實踐檢驗的情况。

### 多年後形容為「外部勢力」的「本地代理人」出面反對
2023年8月2日，保安局長鄧炳強於社交網站上載短片，指出2014年的政改由「外部勢力」的「本地代理人」出面反對，繼而引發「佔領中環」。

### 爭議事件

#### 高永文推銷政改期間 突情緒失控
食物及衞生局局長高永文、發展局局長陳茂波在5月2日分別到牛頭角及秀茂坪派發宣傳單張。有市民遇到高永文時大罵「呃細路」推假普選時，他不喜歡人「講完就走」，即上前截停對方，雙方在街頭激辯，高其後拋下一句「講完！」就轉身離開。事後高永文承認自己一時無法控制情緒，希望市民諒解。在他落區時跟市民激辯後，民望支持率淨值下跌9個百分點至66%。

#### 中學生參與遊學團面試後 被社團組織要求錄影表達撐政改
2015年5月，廣西社團總會在網上發放7名中學生發表支持政改言論的片段。參與廣西社團美國遊學團的申請者，於面試後被要求表達政改意見并被錄影。其中兩間中學確認片中涉及其校的學生，並引述學生對片段會被公開不知情，有學生更感「被誤導」。學生由於在網上遭起底，情緒受困擾，兩校已為他們提供支援及輔導。廣西社團總會會長鄧清河發聲明，重申拍攝內容與遊學團取錄與否無關，拍攝前曾徵得學生同意，表明會上網，涉事學生應親身交代，「自己承擔責任」。

#### 公司強制千員工赴會撐政改
2015年5月，現代美容中心在本月5日發內部通告，要求全體員工參加「2017一定要得支持政改方案大會」，有關通告列明員工到場時須拍卡作出勤紀錄，放假員工亦需參與，聽取劉江華演講，呼籲員工勸親友和客戶支持方案，歷時近2小時。職工盟批評大會與員工的工作內容完全無關，員工有權拒絕出席該活動，現代美容的做法無恥；勞工處就指若活動屬工作，僱主必須給放假的員工補假。

#### 传言北京派中間人向泛民議員開價3億元 換取投票支持政改方案
2015年6月11日，蘋果日報指北京派中間人向泛民主派議員開價3億元，換取泛民投票支持政改方案。香港中聯辦主任張曉明出席香港貴州聯誼會監事就職晚會時主動回應，指此謠言非常荒唐可笑。他說，就算不想政改通過，也不應該採取這種卑劣的手法來恐嚇泛民議員，抹黑中央政府。立法會議員梁國雄事後承認疑似中間人的一億元開價只是為引起外界注意估計價目。

## 民意調查

### 2015年

#### 《行政長官普選辦法公眾諮詢報告及方案》公布後
| 調查日期          | 調查機構/委託或贊助機構                            | 調查人數                                           | 支持通過政改方案                                   | 反對通過政改方案                                   | 未決定/沒意見                                      | 接受/支持政改方案                                  | 不接受/反對政改方案                                | 一半一半/不知道                                    |                                                    |
| ----------------- | -------------------------------------------------- | -------------------------------------------------- | -------------------------------------------------- | -------------------------------------------------- | -------------------------------------------------- | -------------------------------------------------- | -------------------------------------------------- | -------------------------------------------------- | -------------------------------------------------- |
| 5月14日-5月21日   | CSG 市場研究中心/有線新聞                          | 1,002                                              | 43.5%                                              | 40.5%                                              | 16%                                                | 45%                                                | 40%                                                | 15.2%                                              |                                                    |
| 5月14日-5月18日   | 中大、港大、理大（页面存档备份，存于）             | 1,148                                              | -                                                  | -                                                  | -                                                  | 45.7%                                              | 39.1%                                              | 15.2%                                              |                                                    |
| 5月13日-5月17日   | 中大、港大、理大（页面存档备份，存于）             | 1,142                                              | -                                                  | -                                                  | -                                                  | 44.2%                                              | 40.8%                                              | 14.9%                                              |                                                    |
| 5月12日-5月16日   | 中大、港大、理大（页面存档备份，存于）             | 1,142                                              | -                                                  | -                                                  | -                                                  | 46.3%                                              | 39.0%                                              | 14.7%                                              |                                                    |
| 5月11日-5月15日   | 中大、港大、理大（页面存档备份，存于）             | 1,140                                              | -                                                  | -                                                  | -                                                  | 45.8%                                              | 40.1%                                              | 14.1%                                              |                                                    |
| 5月10日-5月14日   | 中大、港大、理大/有線新聞（页面存档备份，存于）    | 1,129                                              | -                                                  | -                                                  | -                                                  | 47.0%                                              | 38.9%                                              | 14.2%                                              |                                                    |
| 5月9日-5月13日    | 中大、港大、理大（页面存档备份，存于）             | 1,116                                              | -                                                  | -                                                  | -                                                  | 46.8%                                              | 38.9%                                              | 14.3%                                              |                                                    |
| 5月8日-5月12日    | 中大、港大、理大（页面存档备份，存于）             | 1,105                                              | -                                                  | -                                                  | -                                                  | 46.9%                                              | 37.9%                                              | 15.2%                                              |                                                    |
| 5月7日-5月11日    | 中大、港大、理大（页面存档备份，存于）             | 1,106                                              | -                                                  | -                                                  | -                                                  | 43.7%                                              | 40.6%                                              | 15.7%                                              |                                                    |
| 5月6日-5月10日    | 中大、港大、理大（页面存档备份，存于）             | 1,122                                              | -                                                  | -                                                  | -                                                  | 44.3%                                              | 38.8%                                              | 16.9%                                              |                                                    |
| 5月5日-5月9日     | 中大、港大、理大（页面存档备份，存于）             | 1,130                                              | -                                                  | -                                                  | -                                                  | 42.3%                                              | 40.3%                                              | 17.3%                                              |                                                    |
| 5月4日-5月8日     | 中大、港大、理大（页面存档备份，存于）             | 1,152                                              | -                                                  | -                                                  | -                                                  | 42.9%                                              | 39.8%                                              | 17.3%                                              |                                                    |
| 5月3日-5月7日     | 中大、港大、理大（页面存档备份，存于）             | 1,157                                              | -                                                  | -                                                  | -                                                  | 42.5%                                              | 39.5%                                              | 18.0%                                              |                                                    |
| 5月2日-5月6日     | 中大、港大、理大（页面存档备份，存于）             | 1,159                                              | -                                                  | -                                                  | -                                                  | 44.8%                                              | 38.7%                                              | 16.5%                                              |                                                    |
| 5月1日-5月5日     | 中大、港大、理大（页面存档备份，存于）             | 1,150                                              | -                                                  | -                                                  | -                                                  | 43.7%                                              | 40.2%                                              | 16.1%                                              |                                                    |
| 4月30日-5月7日    | CSG 市場研究中心/有線新聞                          | 1,004                                              | 46.0%                                              | 39.8%                                              | 14.2%                                              | -                                                  | -                                                  | -                                                  |                                                    |
| 4月30日-5月4日    | 中大、港大、理大（页面存档备份，存于）             | 1,162                                              | -                                                  | -                                                  | -                                                  | 44.4%                                              | 39.1%                                              | 16.4%                                              |                                                    |
| 4月29日-5月3日    | 中大、港大、理大（页面存档备份，存于）             | 1,147                                              | -                                                  | -                                                  | -                                                  | 45.2%                                              | 37.9%                                              | 16.9%                                              |                                                    |
| 4月28日-5月2日    | 中大、港大、理大（页面存档备份，存于）             | 1,162                                              | -                                                  | -                                                  | -                                                  | 46.2%                                              | 38.0%                                              | 15.8%                                              |                                                    |
| 4月27日-5月1日    | 中大、港大、理大（页面存档备份，存于）             | 1,163                                              | -                                                  | -                                                  | -                                                  | 47.6%                                              | 36.4%                                              | 16.0%                                              |                                                    |
| 4月26日-4月30日   | 中大、港大、理大/有線新聞台（页面存档备份，存于）  | 1,154                                              | -                                                  | -                                                  | -                                                  | 48.2%                                              | 36.8%                                              | 15.0%                                              |                                                    |
| 4月25日-4月29日   | 中大、港大、理大/now新聞台（页面存档备份，存于）   | 1,147                                              | -                                                  | -                                                  | -                                                  | 49.5%                                              | 35.7%                                              | 14.8%                                              |                                                    |
| 4月24日-4月28日   | 中大、港大、理大/now新聞台（页面存档备份，存于）   | 1,154                                              | -                                                  | -                                                  | -                                                  | 47.6%                                              | 36.7%                                              | 15.7%                                              |                                                    |
| 4月23日-4月27日   | 中大、港大、理大/now新聞台（页面存档备份，存于）   | 1,167                                              | -                                                  | -                                                  | -                                                  | 46.7%                                              | 37.6%                                              | 15.8%                                              |                                                    |
| 4月23日-4月26日   | 嶺南大學/無綫新聞（页面存档备份，存于）            | 1,112                                              | 50.9%                                              | 37.9%                                              | 11%                                                | 35.3%                                              | 35.5%                                              | 25.1%                                              |                                                    |
| 4月22日-4月24日前 | CSG 市場研究中心/有線新聞                          | 505                                                | 49%                                                | 38%                                                | 13%                                                | -                                                  | -                                                  | -                                                  |                                                    |
| 4月22日           | 特區政府發表《行政長官普選辦法公眾諮詢報告及方案》 | 特區政府發表《行政長官普選辦法公眾諮詢報告及方案》 | 特區政府發表《行政長官普選辦法公眾諮詢報告及方案》 | 特區政府發表《行政長官普選辦法公眾諮詢報告及方案》 | 特區政府發表《行政長官普選辦法公眾諮詢報告及方案》 | 特區政府發表《行政長官普選辦法公眾諮詢報告及方案》 | 特區政府發表《行政長官普選辦法公眾諮詢報告及方案》 | 特區政府發表《行政長官普選辦法公眾諮詢報告及方案》 | 特區政府發表《行政長官普選辦法公眾諮詢報告及方案》 |

## 表決
香港立法会于2015年6月18日表决《行政长官产生办法决议案》，大批建制派議員表決前突然集體離場，結果歷史性地以8票支持、28票反對大比數否決，事後惹來建制派不滿，他們聲稱是因為要等劉皇發前來才一起投票，劉皇發為自己遲到一事道歉，其他建制派政黨議員也就此道歉。
| 地方選區/功能界別 | 選區                         | 姓名     | 政治聯繫 | 政治聯繫             | 投票     |
| --- | ---------------------------- | -------- | -------- | -------------------- | -------- |
| 地方選區 | 香港島                       | 曾鈺成   |          | 民建聯               | 出席 [a] |
| 功能界別 | 區議會（第二）               | 何俊仁   |          | Democratic           | 反對     |
| 地方選區 | 新界西                       | 李卓人   |          | 工黨 (香港)/職工盟   | 反對     |
| 功能界別 | 區議會（第二）               | 涂謹申   |          | Democratic           | 反對     |
| 地方選區 | 九龍西                       | 陳鑑林   |          | 民建聯               | 缺席     |
| 地方選區 | 新界西                       | 梁耀忠   |          | 街工                 | 反對     |
| 功能界別 | 鄉議局                       | 劉皇發   |          | 經民聯/經濟動力      | 缺席     |
| 地方選區 | 新界東                       | 劉慧卿   |          | Democratic           | 反對     |
| 地方選區 | 新界西                       | 譚耀宗   |          | 民建聯               | 缺席     |
| 功能界別 | 地產及建造界                 | 石禮謙   |          | 經民聯               | 缺席     |
| 功能界別 | 飲食界                       | 張宇人   |          | 自由黨 (香港)        | 贊成     |
| 功能界別 | 區議會（第二）               | 馮檢基   |          | 民協                 | 反對     |
| 功能界別 | 批發及零售界                 | 方剛     |          | 自由黨 (香港)        | 贊成     |
| 地方選區 | 新界西                       | 王國興   |          | 工聯會               | 缺席     |
| 功能界別 | 衛生服務界                   | 李國麟   |          | 独立政治人物         | 反對     |
| 功能界別 | 商界（第一）                 | 林健鋒   |          | 經民聯/經濟動力      | 缺席     |
| 功能界別 | 工業界（第一）               | 梁君彥   |          | 經民聯/經濟動力      | 缺席     |
| 功能界別 | 進出口界                     | 黃定光   |          | 民建聯               | 缺席     |
| 地方選區 | 新界東                       | 湯家驊   |          | 公民黨               | 反對     |
| 地方選區 | 香港島                       | 何秀蘭   |          | 工黨 (香港)/公民起動 | 反對     |
| 功能界別 | 區議會（第二）               | 李慧琼   |          | 民建聯               | 缺席     |
| 功能界別 | 工業界（第二）               | 林大輝   |          | 独立政治人物         | 贊成     |
| 地方選區 | 新界東                       | 陳克勤   |          | 民建聯               | 缺席     |
| 功能界別 | 保險界                       | 陳健波   |          | 独立政治人物         | 贊成     |
| 地方選區 | 九龍西                       | 梁美芬   |          | 經民聯/西九新動力    | 缺席     |
| 功能界別 | 醫學界                       | 梁家騮   |          | 独立政治人物         | 反對     |
| 功能界別 | 社會福利界                   | 張國柱   |          | 工黨 (香港)/社總     | 反對     |
| 地方選區 | 九龍東                       | 黃國健   |          | 工聯會               | 缺席     |
| 功能界別 | 區議會（第一）               | 葉國謙   |          | 民建聯               | 缺席     |
| 地方選區 | 香港島                       | 葉劉淑儀 |          | 新民黨               | 缺席     |
| 地方選區 | 九龍東                       | 謝偉俊   |          | 独立政治人物         | 缺席     |
| 地方選區 | 九龍東                       | 梁家傑   |          | 公民黨               | 反對     |
| 地方選區 | 新界東                       | 梁國雄   |          | 社民連               | 反對     |
| 地方選區 | 新界西                       | 陳偉業   |          | 人民力量             | 反對     |
| 地方選區 | 九龍西                       | 黃毓民   |          | 独立政治人物         | 反對     |
| 地方選區 | 九龍西                       | 毛孟靜   |          | 公民黨               | 反對     |
| 地方選區 | 新界西                       | 田北辰   |          | 新民黨               | 缺席     |
| 地方選區 | 新界東                       | 田北俊   |          | 自由黨 (香港)        | 贊成     |
| 功能界別 | 金融界                       | 吳亮星   |          | 独立政治人物         | 缺席     |
| 功能界別 | 漁農界                       | 何俊賢   |          | 民建聯               | 缺席     |
| 功能界別 | 航運交通界                   | 易志明   |          | 自由黨 (香港)        | 贊成     |
| 地方選區 | 九龍東                       | 胡志偉   |          | Democratic           | 反對     |
| 功能界別 | 旅遊界                       | 姚思榮   |          | 独立政治人物         | 缺席     |
| 地方選區 | 新界東                       | 范國威   |          | 新民主同盟           | 反對     |
| 功能界別 | 體育、演藝、文化及出版界     | 馬逢國   |          | 新論壇               | 缺席     |
| 功能界別 | 資訊科技界                   | 莫乃光   |          | 公專聯               | 反對     |
| 地方選區 | 新界東                       | 陳志全   |          | 人民力量/前綫        | 反對     |
| 地方選區 | 新界西                       | 陳恆鑌   |          | 民建聯/新社聯        | 缺席     |
| 地方選區 | 香港島                       | 陳家洛   |          | 公民黨               | 反對     |
| 功能界別 | 區議會（第二）               | 陳婉嫻   |          | 工聯會               | 贊成     |
| 地方選區 | 新界西                       | 梁志祥   |          | 民建聯               | 缺席     |
| 功能界別 | 會計界                       | 梁繼昌   |          | 公專聯               | 反對     |
| 地方選區 | 新界西                       | 麥美娟   |          | 工聯會               | 缺席     |
| 地方選區 | 新界西                       | 郭家麒   |          | 公民黨               | 反對     |
| 功能界別 | 勞工界                       | 郭偉強   |          | 工聯會               | 缺席     |
| 功能界別 | 法律界                       | 郭榮鏗   |          | 公民黨               | 反對     |
| 功能界別 | 金融服務界                   | 張華峰   |          | 經民聯               | 缺席     |
| 地方選區 | 新界東                       | 張超雄   |          | 工黨 (香港)          | 反對     |
| 地方選區 | 香港島                       | 單仲楷   |          | Democratic           | 反對     |
| 地方選區 | 九龍西                       | 黃碧雲   |          | Democratic           | 反對     |
| 功能界別 | 教育界                       | 葉建源   |          | 独立政治人物         | 反對     |
| 地方選區 | 新界東                       | 葛珮帆   |          | 民建聯               | 缺席     |
| 功能界別 | 商界（第二）                 | 廖長江   |          | 独立政治人物         | 缺席     |
| 功能界別 | 勞工界                       | 潘兆平   |          | 勞聯                 | 缺席 [b] |
| 功能界別 | 勞工界                       | 鄧家彪   |          | 工聯會               | 缺席     |
| 地方選區 | 九龍西                       | 蔣麗芸   |          | 民建聯               | 缺席     |
| 功能界別 | 工程界                       | 盧偉國   |          | 經民聯               | 缺席     |
| 功能界別 | 紡織及製衣界                 | 鍾國斌   |          | 自由黨 (香港)        | 贊成     |
| 地方選區 | 香港島                       | 鍾樹根   |          | 民建聯               | 缺席     |
| 功能界別 | 建築、測量、都市規劃及園境界 | 謝偉銓   |          | 独立政治人物         | 缺席     |
| 來源： a^ 作為立法會主席，曾鈺成按慣例不投票。 b^ 潘兆平身在會議廳內，但沒有表明他出席，因此在紀錄中沒有顯示他出席。 |                              |          |          |                      |          |

## 圖集

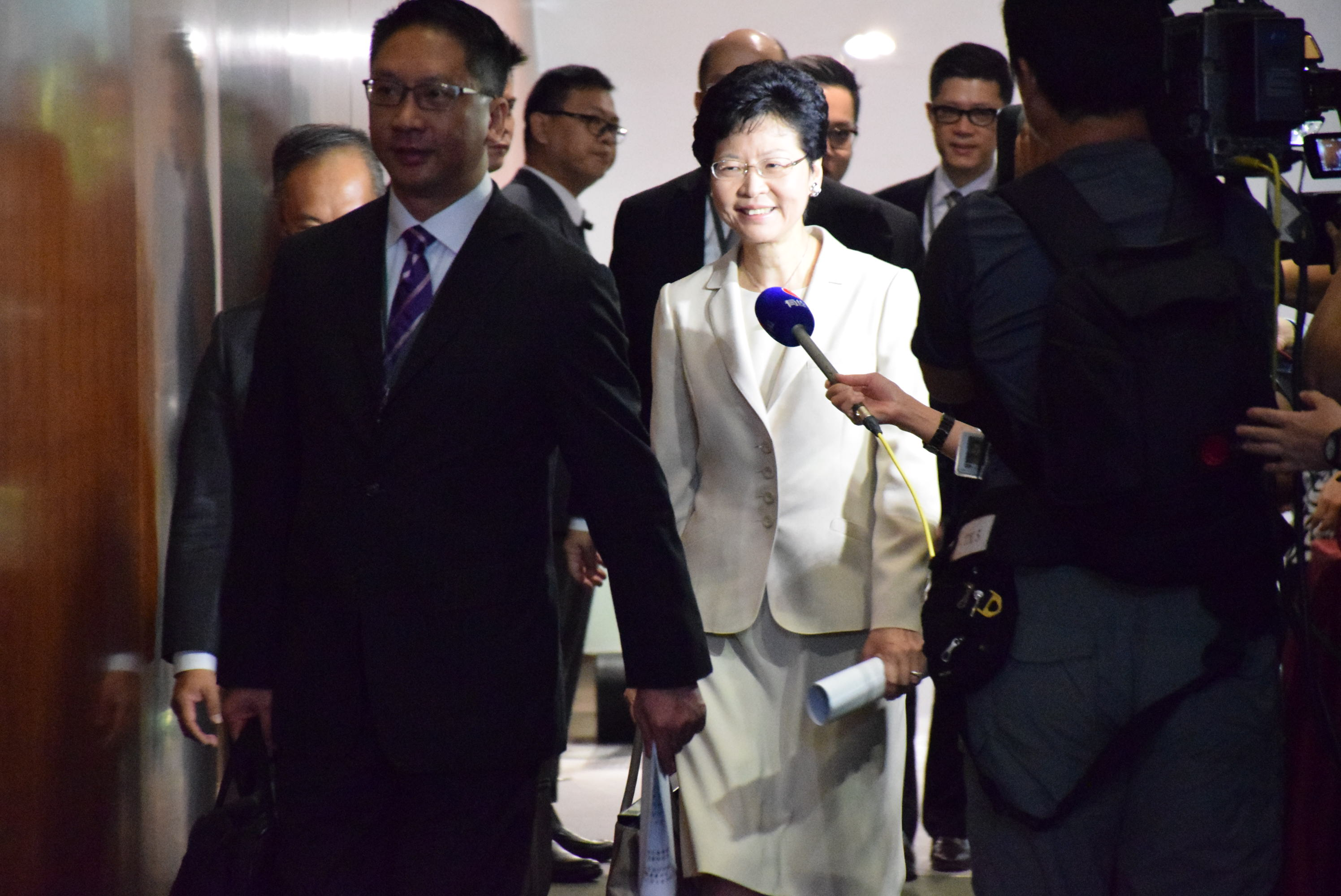
政改議案表決日，律政司司長袁國強政務司司長林鄭月娥步入會議廳
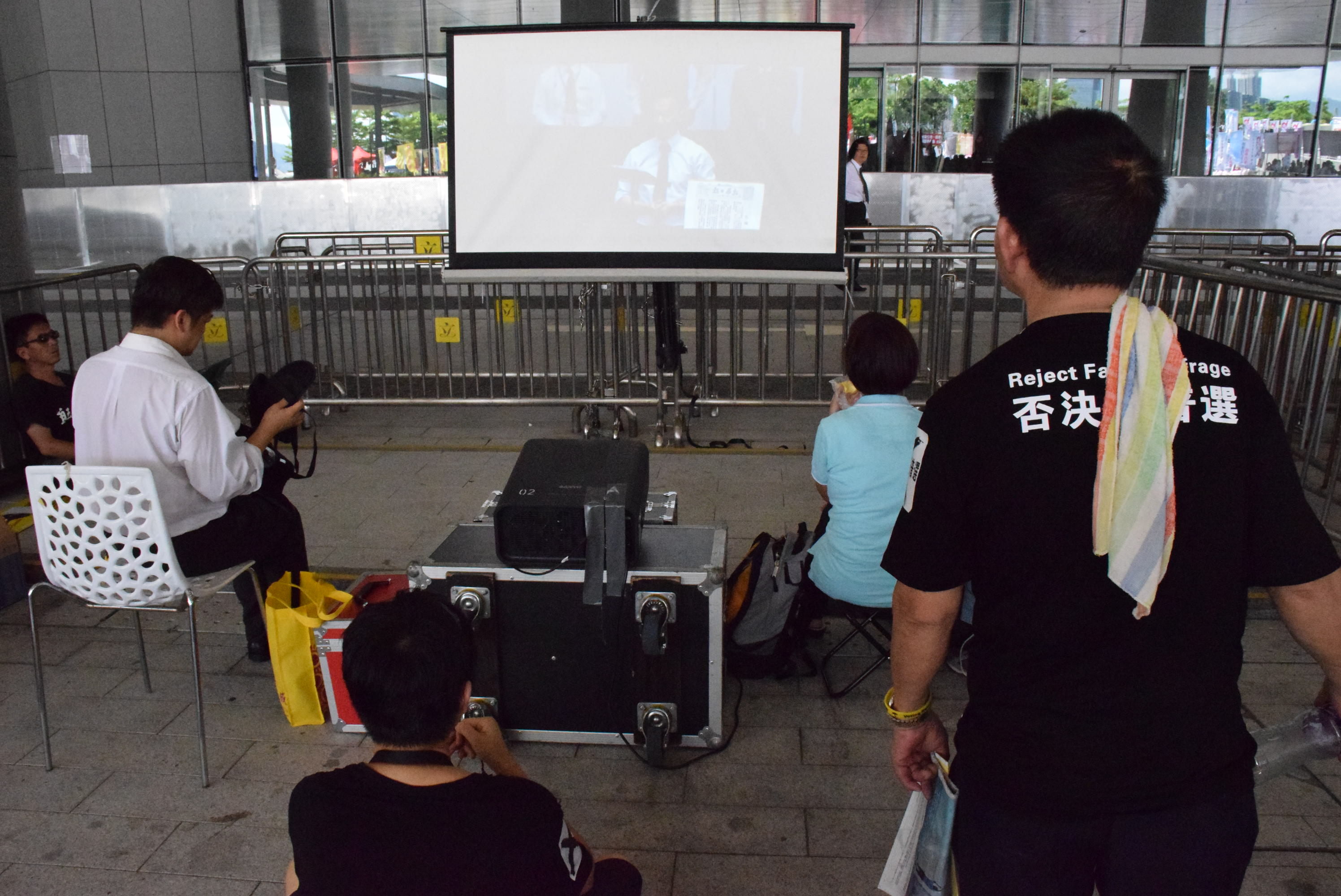
反對政改的集會人士在立法會大樓外收看會議直播
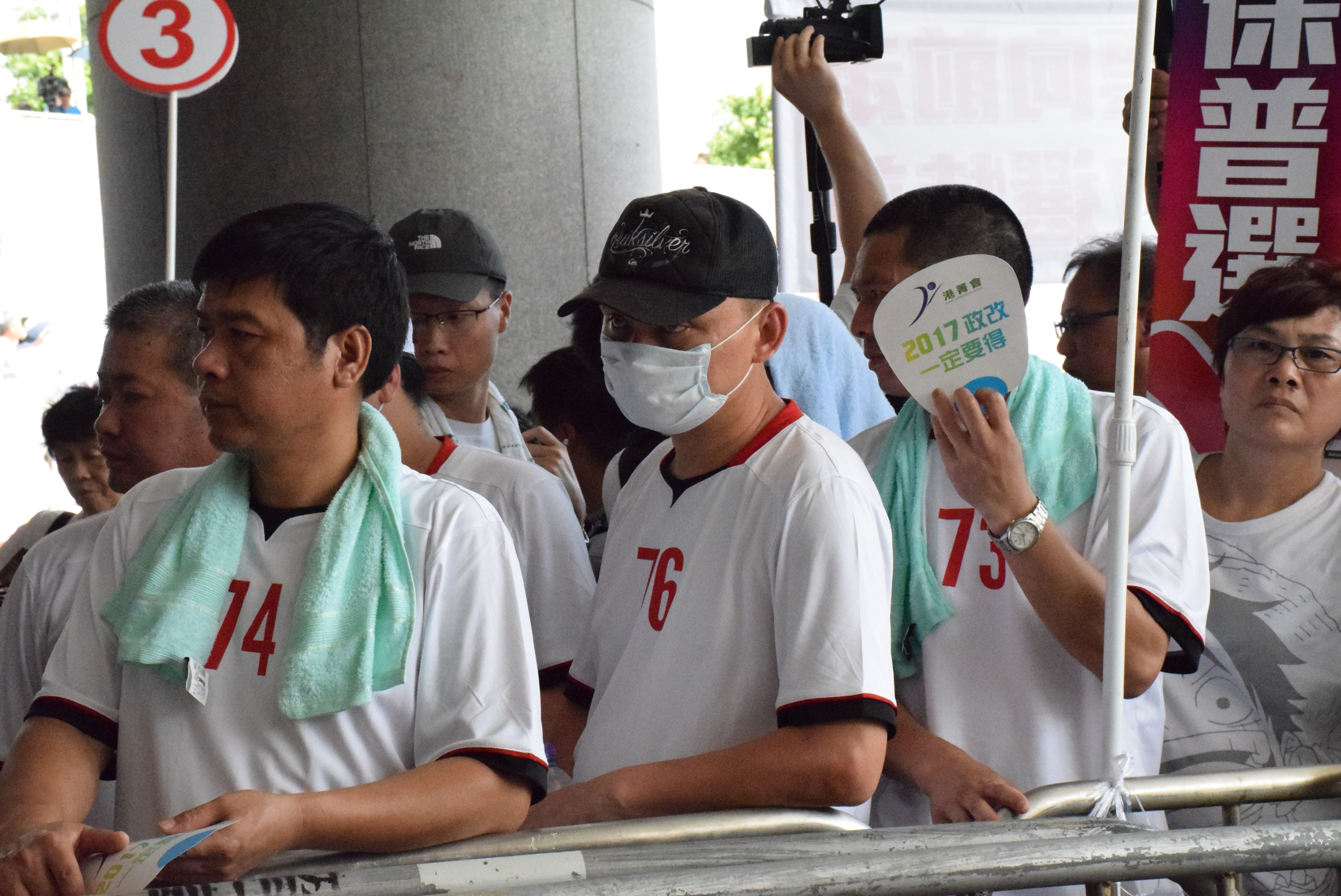
大批穿著印有號碼白色T恤的人士參與建制派團體支持政改集會
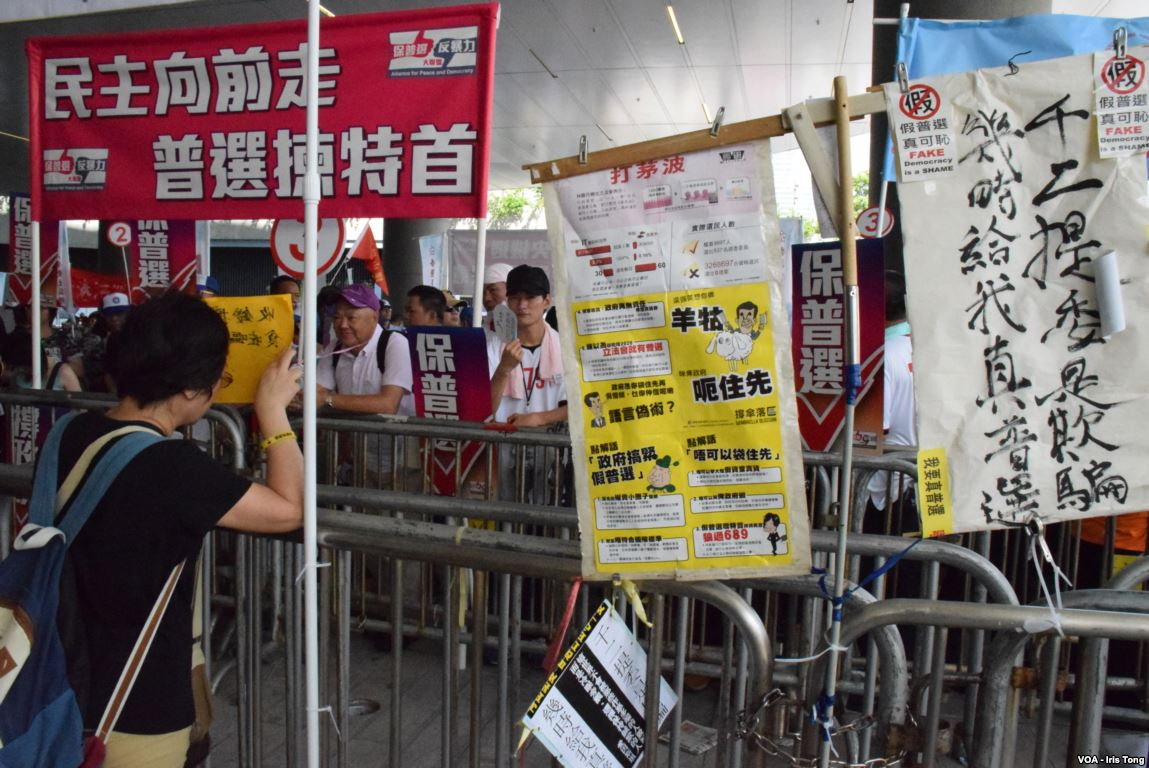
支持及反對政改的人士繼續在立法會大樓外集會
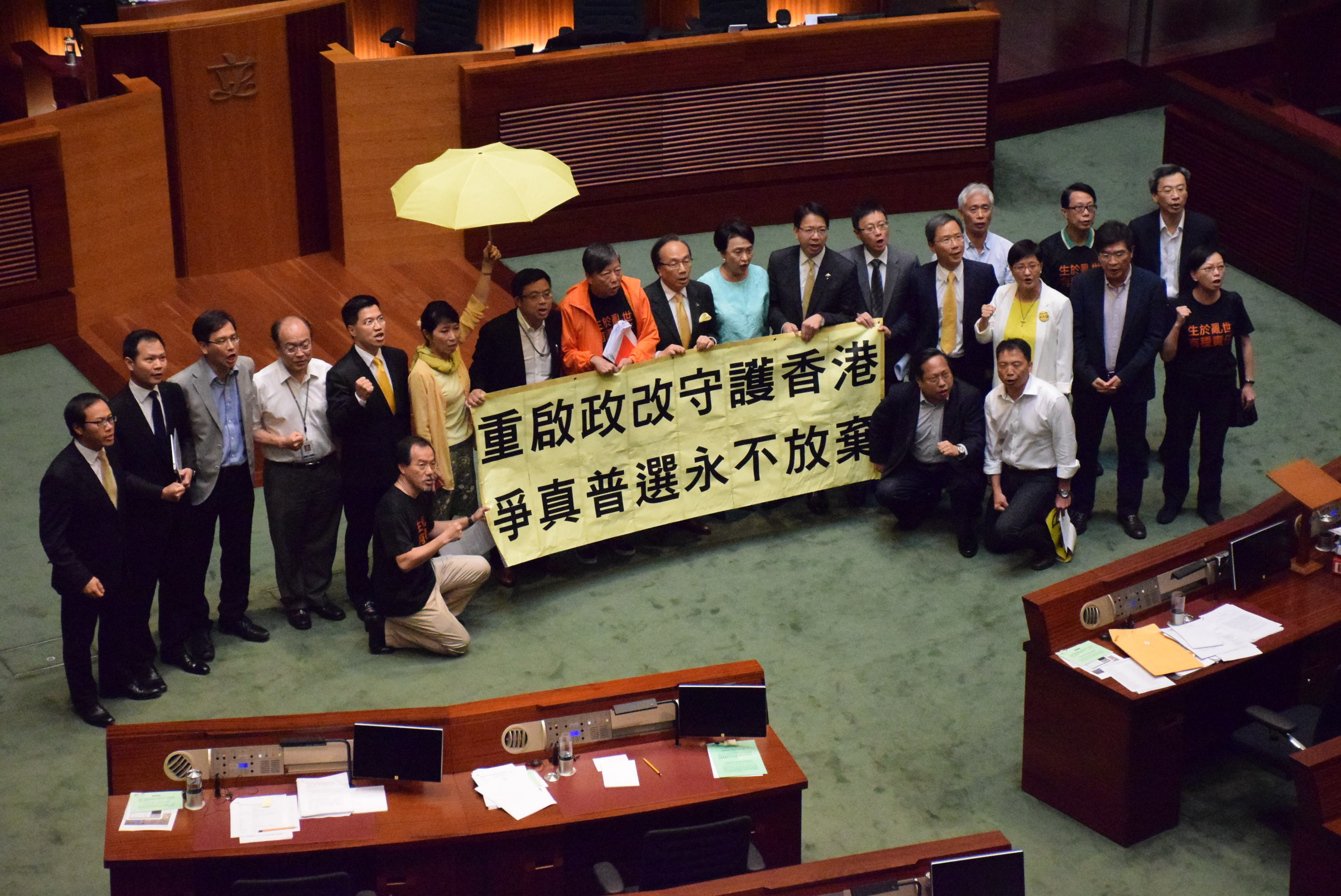
泛民主派議員在政改方案被否決後，到會議廳內主席台前展示標語
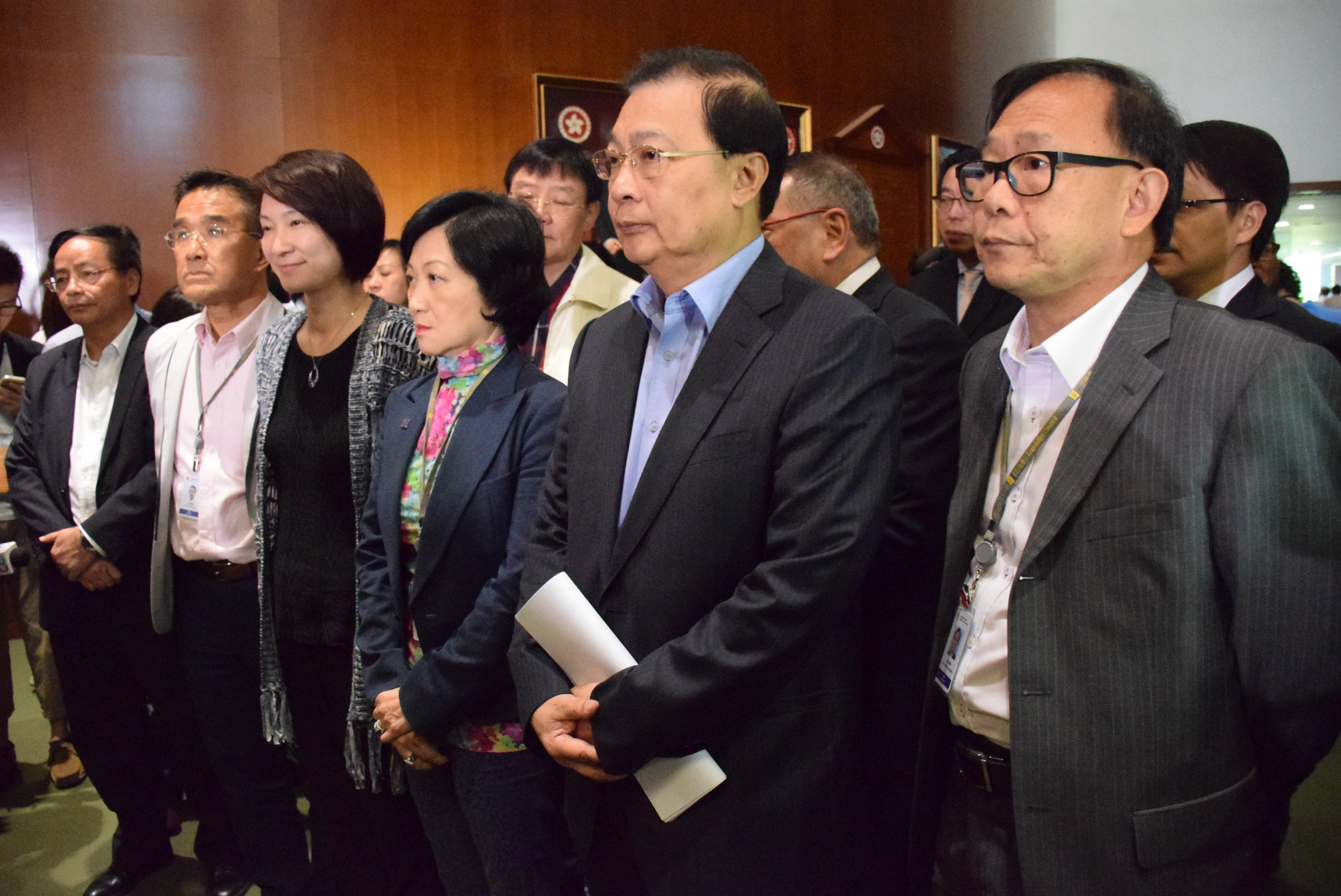
多位無投票的建制派議員，在政改方案被否決後會見記者，其後致歉